# 日本共産党第29回大会
日本共産党第29回大会（にほんきょうさんとうだいにじゅうきゅうかいたいかい）は、2024年1月15日から18日にかけて、静岡県熱海市の党研修施設である伊豆学習会館で行われた、日本共産党の党大会である。

## 概要
前2大会に渡って、民共共闘に代表される非自民連携の関係にある野党関係者が来賓として招かれていたが、本大会では他党関係者の来賓は無かった。
大会は初日に第5代幹部会委員長・衆議院議員志位和夫が「あいさつ」を行い、中央委員会報告は副委員長兼政策委員長・参議院議員田村智子が行った。

大会2日目、2023年2月に京都南地区委員会常任委員会から除名処分を受けたジャーナリスト松竹伸幸が提出した除名処分再審査請求書の取り扱いについて、筆頭副委員長山下芳生が報告を行った。山下は、松竹の再審査請求書について党大会として受理し大会幹部団が再審査を行ったとして、その経緯を報告した。幹部団は再審査請求書を検討し、除名処分の理由となった松竹が事実に反して共産党が異論を許さない組織だと批判したこと、綱領に反する自衛隊合憲論を主張したこと、同じく除名された鈴木元と書籍の出版時期を合わせるという分派活動を行ったことについて「反論がまったくできていない」と判断。松竹が主張する処分手続き上の瑕疵についても「適正な手続きで行われた」として、再審査の請求を却下する決定を行った。党大会は幹部団の決定を代議員の拍手で承認した。
大会4日目の討論の結語は中央委員会報告に続いて、田村が行った。田村は結語の中で、党大会での発言は一般に自由としつつ、ある代議員が松竹の除名問題について「問題は(松竹の自著)出版より除名処分」、党外から「やっぱり共産党は怖い」と思われる、と発言した事について「発言者の姿勢に根本的な問題がある」と特定の代議員の発言を取り上げて厳しく批判した。このあと行われた結語を含む決議案の採決では、通例であれば全員一致で賛成となるところ、6名の保留票が投じられた。
大会は、第4代中央委員会議長に選出された志位による閉会あいさつをもって終了した。

## 大会の機構と人事
- 幹部団
  - 志位和夫、小池晃、山下芳生、市田忠義、緒方靖夫、倉林明子、田村智子、浜野忠夫、紙智子、吉良佳子、穀田恵二、高橋千鶴子、広井暢子、不破哲三、山添拓、赤嶺政賢、内田裕、小倉忠平、田邊良彦、山村糸子、渡辺和俊

- 大会事務局
  - 中井作太郎、岩井鐵也、浦田宣昭、太田善作、岡嵜郁子、笠井亮、小木曽陽司、田中悠、寺沢亜志也、藤田文、若林義春

- 資格審査委員会
  - 責任者：岩井鐵也
  - 委員：宮内聡、藤原朱、藤本友里、吉田恭子、中嶋廉、佐藤信行、神山悦子、今村順一郎、柴岡祐真、佐藤正剛、小池一徳、渋澤哲男、山本広志、山崎温之、佐藤浩美、鈴木節子、梅村政年、猿渡直樹、衣笠民子、大池一彦、大平恭児、近松美喜子、髙橋渡、坂上和代、正垣伸夫、岩崎修、青柳創造、坪田五久男、谷川和広、楠本文郎、矢引亮介、坂村由紀夫、吉田貞好、長尾達也、亀谷優子、石田真優、杉村千栄、船越智子、松本顕治、金子睦美、阿部愛子、旗島知幸、東奈津子、岩崎貴博、馬場真由美、神野隆司、新垣龍

- 役員選考委員会
  - 責任者：志位和夫
  - 委員：小池晃、山下芳生、市田忠義、緒方靖夫、倉林明子、田村智子、浜野忠夫、岩井鐵也、田中悠、中井作太郎、若林義春、菅原則勝、田邊良彦、荻原初男、田母神悟、鮎沢聡、岩中正巳、柳利昭、植本完治、春名直章、内田裕

- 役員選挙管理委員会
  - 責任者：紙智子
  - 委員：森英士、岩本康嗣、伊藤大気、平野義尚、小泉民未嗣、伊藤達也、横山征吾、横堀渉、渡辺浩美、安藤均、小池佳都彦、塩田清人、赤田勝紀、穀田全、谷原一安、池田真三、中根耕作、大嶋慶太、平岡朱

## 役員人事
中央委員190名、准中央委員25名の計215名からなる第29期中央委員会が編成された。また後述の不破哲三を含む54人（うち新規12人）の名誉役員を承認した。

幹部会委員長には田村が選出され、共産党史上はじめての女性党首が誕生した。
書記局長の小池晃は留任するとともに、局長代行（自民党の幹事長代行に相当）に田中悠が選ばれた。
第22回党大会(2000年)以来、歴代最長の23年に渡って幹部会委員長を務めた志位は第4代中央委員会議長に就いた。党の最高ポストである議長が選出されたのは、2003年の第23回党大会で不破が再任されて以来、21年ぶりのこととなる。また第24回党大会(2006年)で議長を退任した後も常任幹部会委員に留まっていた不破が中央委員・常任幹部会委員共に退任して名誉役員となり、党運営・政治活動の第一線から退いた。
- 中央委員会議長：志位和夫
- 幹部会委員長：田村智子
- 書記局長：小池晃
- 書記局長代行：田中悠
- 幹部会筆頭副委員長：山下芳生
- 幹部会副委員長：田中悠、市田忠義、緒方靖夫、倉林明子、浜野忠夫
- 政策委員会責任者：山添拓